# Wenn wir in höchsten Nöten sein

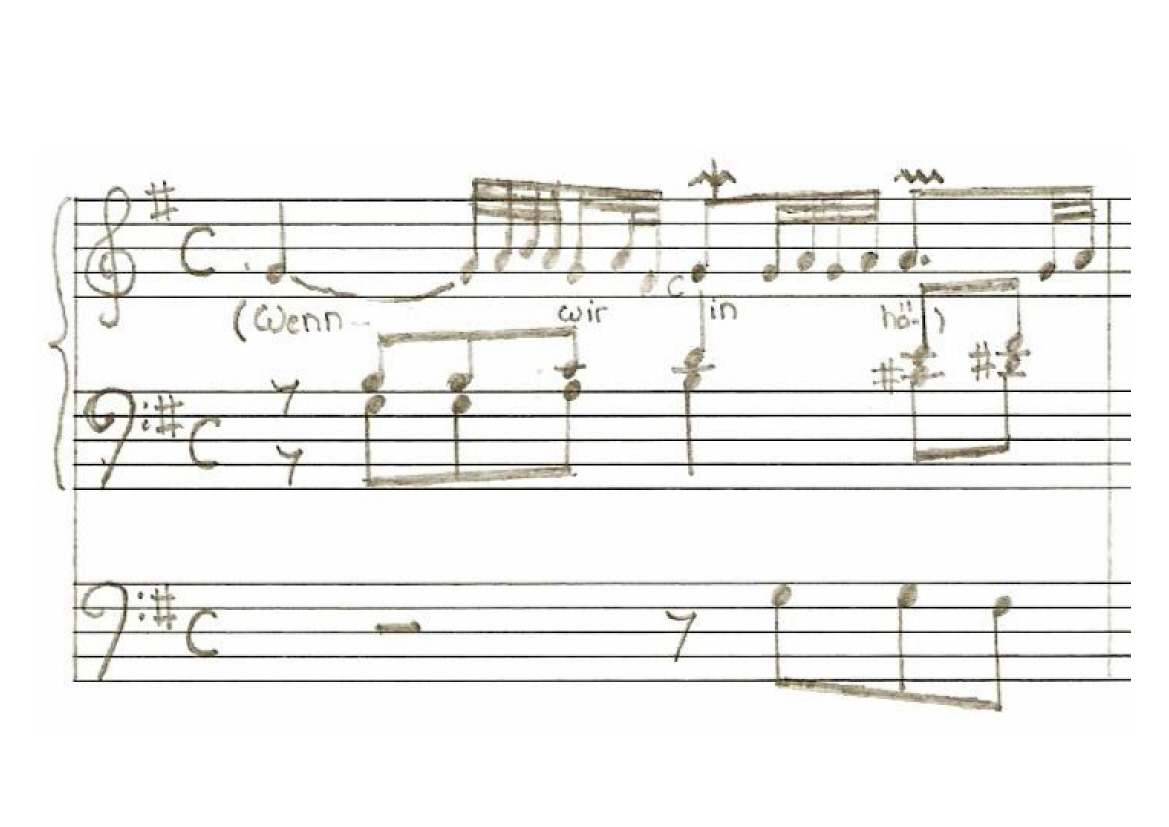
Première mesure du choral, on remarque l'abondance d'ornements à la mélodie

Wenn wir in höchsten Nöten sein BWV 641 (en français « Quand nous sommes dans l'extrême détresse ») est un choral orné de Jean-Sébastien Bach en sol majeur pour deux claviers et pédalier, issu de l'Orgelbüchlein (le « petit livre d'orgue »). Le chant, assez lent et exposé en soprano à la main droite, se développe dès le début dans une succession d'ornementations très fournies (tremblants, pincés, ...). La basse, à la pédale, développe quant à elle une grande succession de sauts d'octave dans une série presqu'ininterrompue de croches (d'une vitesse environ égale à 60).
La mélodie de ce choral est également celle du choral Von deinen Thron tret ich [hiermit] BWV 668/Wenn wir in höchsten Nöten sein BWV 668a, qui l'expose de manière explicite et non ornée comme dans le BWV 641.

## Discographie[1]
- 45 chorals de l'Orgelbüchlein par G.C.Baker, FY
- 45 chorals de l'Orgelbüchlein par Chapuis, Valois
- 45 chorals de l'Orgelbüchlein par Litaize, Decca
- Orgelbüchlein par Pierre Vidal, Orgue Beckerath de Hildesheim, STIL 1976, numérisation 2006 par Festival International de Musique de Wissembourg